# La Grande Coupure (verzetsactie)
La Grande Coupure is de naam van een gecoördineerde verzetsactie tijdens de Tweede Wereldoorlog onder leiding van de verzetsgroep Groep G. De verzetsactie, die plaatsvond op verschillende plaatsen in België, werd uitgevoerd in de nacht van 15 en 16 januari 1944. De actie had als doel het ernstig verstoren van stroomvoorziening door gerichte vernielingen aan te brengen aan het Belgische hoogspanningsnet.
Deze actie kan beschouwd worden als een van de meest spectaculaire verzetsdaden tijdens de Tweede Wereldoorlog in België en berokkende de Duitsers grote schade. De impact op de oorlogsindustrie was groot.

## Verloop

### Uitvoering
Maandenlange voorbereiding gingen aan de "Grote Coupure" vooraf. Om het rendement van de operatie zo groot mogelijk te maken werd onder meer beroep gedaan op oud-professoren van de ULB. Charles Mahieu en Henri Neuman kozen uiteindelijk 28 hoogspanningsmasten die op een moeilijk bereikbare plaats lagen. Dit zou herstellingen bemoeilijken.
Tijdens de nacht van 15 januari en 16 januari 1944 tussen 20 uur en 23 uur werd de operatie uitgevoerd. Vanaf de Borinage op een as  La Louvière-Court-Saint-Etienne-Charleroi tot Luik toe om te eindigen bij Bressoux en Visé werden door middel van een dertigtal explosies de hoogspanningsmasten vernield en knapten de elektriciteitskabels. Daarnaast werden er in de omgeving van Kortrijk, Aalst en Dendermonde ook vernielingen aangebracht aan de elektriciteitsvoorziening. Tijdens de sabotageacties werd géén enkele vernielingsploeg onderschept door de Duitsers.
Hierdoor, naast het feit dat er géén doden en gewonden vielen en de enorme gevolgen van de acties, kon "La Grande Coupure" beschouwd worden als een zeer succesvolle verzetsdaad. Volgens historici vanuit het verzet kostte deze actie de oorlogsindustrie zo'n 10 miljoen arbeidsuren en waren gevolgen tot in het Rijnland in Duitsland. Omwille van de vele bombardementen was het Rijnland toen afhankelijk van de Belgische energiecentrales. Andere bronnen spreken tegen dat de gevolgen zo groot worden. De gevolgen waren echter wel navenant.

### Gevolgen
Onder andere het arsenaal van Cuesmes lag stil. Bijna 25% van de productie van Carbochimique van Tertre bleek definitief verloren. Ook werd het werk in de Henegouwse steenkoolmijnen in de week van 23 tot 30 januari 1944 zwaar verstoord. In de mijnen van Centre en Borinage werd voor de heropstart beurtelings twee dagen per week gewerkt tot aan de herstelling van de stroomvoorziening het eind van deze maand. De staalfabrieken Gilson en Boël in La Louvière en de Usines Sapea in Charleroi lagen een tweetal weken stil. De fabrieken van la Providence moesten 3.000 arbeiders op technische werkloosheid zetten. De Henricot-fabrieken in Court-Saint-Etienne moest 1.500 personeelsleden naar huis sturen.
De omvang van "La Grande Coupure" verraste de bezetter: de coördinatie en de impact toonden aan dat het te maken had met een tegenstander die tot grote acties in staat was. De geallieerden waren ervan overtuigd dat Groep G een efficiënte verzetsbeweging was die op bijkomende steun vanuit Londen kon rekenen.